# جيك كوينكا
جيك كوينكا (30 ديسمبر 1987 بسان خوسيه في الولايات المتحدة - ) هو عارض وممثل تلفزيوني ولاعب كرة قدم فلبيني في مركز الهجوم. لعب مع Team Socceroo F.C. ‏.

## وصلات خارجية
- جيك كوينكا على موقع IMDb (الإنجليزية)
- جيك كوينكا على موقع قاعدة بيانات الفيلم (الإنجليزية)